# Pavel Komolov
Pavel Dmitrievič Komolov (in russo Павел Дмитриевич Комолов?; Leningrado, 10 marzo 1989) è un ex calciatore russo, di ruolo centrocampista.